# Expansión del círculo moral
La expansión del círculo moral es un aumento del número y tipo de entidades que reciben consideración moral a través del paso del tiempo. La idea general de la inclusión moral fue debatida por filósofos antiguos y desde el siglo XIX ha inspirado movimientos sociales relacionados con los derechos humanos y los derechos de los animales. Especialmente en relación con los derechos de los animales, el filósofo Peter Singer ha escrito sobre el tema desde la década de 1970, y desde 2017 también lo ha hecho el think tank Sentience Institute, parte del movimiento del altruismo efectivo del siglo XXI. Existe un importante debate sobre si la humanidad tiene realmente un círculo moral en expansión, considerando temas como la falta de una frontera uniforme de creciente consideración moral y la desconexión entre las actitudes morales de las personas y su comportamiento.

## Historia
Ya en el siglo II, el filósofo estoico Hierocles habló del círculo moral y describió en su obra "Sobre los actos apropiados" los círculos sociales concéntricos de un ser humano, para quien el deber hacia el círculo más íntimo era el más fuerte. El concepto fue desarrollado más ampliamente por William Lecky en su obra de 1869 "Historia de la moral europea desde Augusto hasta Carlomagno".

Edward Payson Evans, uno de los primeros defensores de los derechos de los animales, publicó Ética evolutiva y psicología animal en 1897. Sostuvo que los humanos necesitan dejar atrás las concepciones antropocéntricas que ven a los humanos como fundamentalmente diferentes y separados de todos los demás seres y que, como resultado, los humanos no tienen obligaciones morales hacia ellos. El filósofo utilitarista y defensor de los derechos de los animales J. Howard Moore defendió una filosofía sintiocéntrica en su libro de 1906 The Universal Kinship (El parentesco universal), afirmando que los humanos deberían preocuparse por toda la vida sintiente basándose en un parentesco evolutivo compartido:

El ser humano parcialmente emancipado que extiende sus sentimientos morales a todos los miembros de su propia especie, pero niega a todas las demás especies la justicia y humanidad que concede a la suya, está haciendo a mayor escala el mismo desastre ético que el salvaje. La única actitud coherente, desde que Darwin estableció la unidad de la vida (y la actitud que asumiremos, si algún día llegamos a ser realmente civilizados), es la actitud de gentileza y humanidad universales.
El concepto fue desarrollado notablemente por el filósofo utilitarista Peter Singer en su libro de 1981 The Expanding Circle (El círculo expansivo), que lleva por título el concepto de expansión del círculo moral. Este libro expone una teoría común del círculo en expansión: los humanos empezaron valorando sólo a los más parecidos a ellos mismos, como su familia o grupo social, pero luego los humanos empezaron a valorar a otros residentes de su nación y finalmente a la humanidad en su conjunto; el mismo proceso de expansión está teniendo lugar ahora con respecto a los derechos de los animales. Singer también hace referencia al círculo en expansión en otras de sus obras.

La expansión del círculo moral también ha sido abordada por algunos escritores posteriores, cuyas definiciones de la misma pueden no ser exactamente las mismas que las de Singer. Robert Wright responde a Singer con una concepción más crítica en su libro de 1994 The Moral Animal:

La explicación más cínica de por qué tantos sabios han instado a ampliar la brújula moral es la que se expone al principio de este capítulo: una brújula grande amplía el poder de los sabios que instan.
T. J. Kasperbauer, en su libro Subhuman de 2018, define la expansión del círculo moral en referencia a un aumento tanto del número de cosas consideradas pacientes morales como de cuántos tipos de cosas se consideran pacientes morales. Kasperbauer también añade en que este grado de consideración de las cosas de nuevo en el círculo moral debe ser lo suficientemente grande como para ser importante.
El movimiento del altruismo efectivo, en particular el Instituto Sentience, discute regularmente la expansión del círculo moral como parte de su filosofía. Lanzado en 2017, el Instituto Sentience fue fundado como un spinoff de la Fundación Altruismo Efectivo como un "think tank dedicado a la expansión del círculo moral de la humanidad". Su sitio web proporciona un modelo más detallado del círculo en sí, incluyendo círculos concéntricos, con el más interno denotando consideración moral completa y el más externo sólo consideración moral mínima, con algunas cosas que yacen totalmente fuera de cualquiera de los círculos. Además, distinguen entre un círculo moral para las actitudes y un círculo moral para las acciones, y entre un círculo moral social y un círculo moral individual. La expansión del círculo moral como concepto en sí se desarrolló en un artículo publicado en 2021 en la revista Futures titulado "Moral Circle Expansion: A Promising Strategy to Impact the Far Future" por la cofundadora del Sentience Institute Jacy Reese Anthis y el filósofo Eze Paez.

## Expansiones reclamadas
Muchas entidades diferentes han entrado, y a veces salido, del círculo moral en algún momento de la historia de la humanidad:
- Humanos de otros géneros (feminismo, derechos de la mujer, oposición al patriarcado, derechos de los transexuales)
- Humanos de otras nacionalidades (xenofobia)
- Humanos de otras razas y grupos étnicos (antirracismo)
- Humanos de otras familias/tribus/unidades sociales
- Animales no humanos, especialmente mamíferos; se sigue creyendo que entran en el círculo moral (antiespecismo, sensocentrismo).
- Ecosistemas y especies (derechos de la naturaleza)
- Plantas (derechos de las plantas)
- Inteligencia artificial (derechos de los robots)
- Personas del futuro (longtermism)
- Deidades
- Personas del pasado (es decir, antepasados)

Cualquier entidad o grupo de entidades puede entrar en el círculo moral en distintos momentos para distintas personas. Kasperbauer se refiere a esta expansión actual del círculo moral para incluir a los animales como una expansión de un círculo de todos los humanos a un círculo de todas las cosas sensibles. Sigal Samuel también ha sugerido que las plantas, la naturaleza y los robots pueden estar empezando a entrar en el círculo moral. Anthis y Paez se refieren al círculo como un "gradiente multidimensional" que va desde desear el mal a alguien hasta preocuparse por alguien incluso más que por uno mismo.

## Argumentos en contra
Kasperbauer y otros señalan que no está del todo claro si las condiciones reales de los animales utilizados para la alimentación o la investigación científica están mejorando, a pesar de las afirmaciones de que están entrando en el círculo moral. Una crítica relacionada es que la religión dio a algunos animales un estatus de protección que ya no tienen, por lo que han experimentado la contracción del círculo moral. Otros grupos sugeridos que han salido del círculo moral o se han alejado del centro del círculo moral son los dioses, los prisioneros, los antepasados, mientras que los bebés y los fetos han tenido diferentes posiciones morales en diferentes sociedades.
La idea de un círculo moral también ha sido criticada por estar basada en la moral occidental y no reflejar, por tanto, la diversidad de puntos de vista morales que se encuentran en el resto del mundo, incluidos conceptos como ahimsa, que dan más valor a los animales que los que se encuentran en la cultura occidental.

## Causas de la expansión
La cuestión de qué causa la expansión del círculo moral es un tema activo de debate entre los defensores de la idea. Robert C. Solomon argumentó que la empatía es una causa de la expansión del círculo moral. La inclusión de los animales en el círculo moral se ha atribuido a varios rasgos que poseen algunos animales, como ser lindos o inteligentes o tener relaciones con los humanos. Por el contrario, Peter Singer ha destacado la importancia de la racionalidad entre los humanos como una forma de ampliar el círculo moral. Otra teoría es que la ampliación del círculo moral está relacionada con el ascenso en la jerarquía de necesidades de Maslow y, por tanto, con la capacidad de centrarse en los demás en mayor medida una vez satisfechas las necesidades más personales. La relación entre las leyes y lo que las personas consideran parte de su círculo moral también es objeto de investigación.

## En psicología
El concepto de círculo moral y su expansión, incluidas las causas de dicha expansión, ha sido objeto de muchos trabajos recientes en el campo de la psicología moral. Los psicólogos han descubierto sesgos significativos en la forma en que la gente piensa en su círculo moral en función de la forma en que se formula la pregunta, así como que la gente tiende a dar más consideración moral a los animales de alta sensibilidad que a los de baja sensibilidad, más consideración moral a los animales que a las plantas y más consideración moral a las plantas que a los "villanos", como los asesinos. La Escala de Expansividad Moral (EME), desarrollada por Charlie R. Crimston, es una medida psicológica del altruismo que se desarrolló a partir de la reflexión sobre la expansión del círculo moral.